# Ana González Olea
Ana González Olea (ngày 4 tháng 5 năm 1915   - 21 tháng 2 năm 2008) là một nữ diễn viên trong nhà hát, truyền hình và đài phát thanh Chile. Bà thường được biết đến với biệt danh La Desideria.
González sinh ra tại Santiago vào ngày 4 tháng 5 năm 1915. Bà đã nhận được Giải thưởng Nghệ thuật Quốc gia Chile năm 1969 cho tác phẩm của mình.
González qua đời vào ngày 21 tháng 2 năm 2008, lúc 8:05 tối trong căn hộ của bà trên phố Miraflores ở Santiago, Chile. Bà đã 92 tuổi. Nguyên nhân cái chết của Gonzalez là do sốc nhiễm trùng và sự thất bại của cả gan và thận của cô. Bà cũng bị bệnh Alzheimer tiến triển từ năm 1995, khiến bà có sức khỏe kém trong hai năm cuối đời. Đám tang của bà diễn ra tại Nhà thờ La Merced ở Santiago.